# Paixão Côrtes

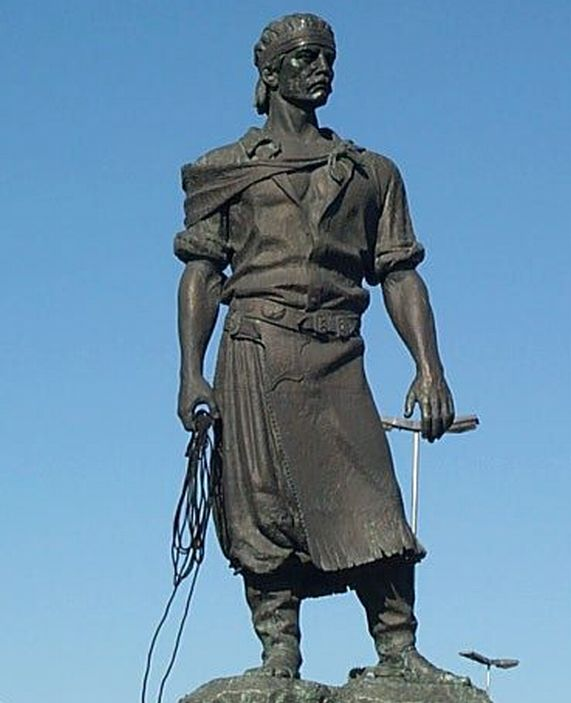
Estatua del lazador, de Antônio Caringi. Símbolo oficial de la ciudad de Porto Alegre para el que Paixão Cortes sirvió de modelo en 1954.

João Carlos D'Ávila Paixão Côrtes (Santana do Livramento, 12 de julio de 1927-Porto Alegre, 27 de agosto de 2018) fue un folclorista, compositor, locutor de radio e ingeniero agrónomo brasileño. Su trabajo como investigador fue fundamental en el rescate, revalorización y difusión de la cultura gaúcha. En 1954 fue modelo para la estatua del lazador, símbolo oficial de la ciudad de Porto Alegre.

## Biografía
Fue un personaje decisivo de la cultura gaúcha. Fue uno de los principales impulsores del Movimento Tradicionalista Gaúcho, junto a Barbosa Lessa y Glauco Saraiva. Con ambos realizó extensas giras por Río Grande del Sur con el propósito de investigar su cultura y folclore, y rescatar ritmos, danzas y tradiciones orales.
Asistió al Colégio União de Uruguayana, Río Grande del Sur, donde su padre trabajaba como agrónomo en una estación experimental de zootecnia. También estudió en el Colégio Estadual Júlio de Castilhos de Porto Alegre.
Comenzó a trabajar a los 17 años en la Secretaría de Agricultura como clasificador de lana. Ingresó en 1949 a la Universidad Federal de Río Grande del Sur (UFRGS) de donde egresó como ingeniero agrónomo. En 40 años de servicio, pasó por las Estaciones Experimentales de Pelotas, Santana do Livramento, en la región riograndense de Campos da Cima da Serra y en Porto Alegre. También se desempeñó como profesor de los cursos de clasificación de lana, técnico en ovinocultura y jefe del Servicio de Ovinotecnia. Desarrolló en la Secretaría de Agricultura el trabajo de extensión en el interior del Estado. Fue responsable de la apertura del mercado ovino en Río Grande del Sur. Trajo de Europa nuevos métodos y tecnologías de esquila, deshuesamiento y gastronomía, además de incentivar el consumo de carne ovina. Según él, el hecho de ser folclorista y «hablar la misma lengua del hombre de campo» facilitó la comunicación e implantación de nuevas tecnologías.
En 1948 organizó y fundó el primer Centro de Tradiciones Gaúchas (CTG 35), en alusión al año 1835, cuando se inició la revolución Farroupilha. En 1953 formó el Conjunto Folclórico «Tropeiros da Tradição», grupo pionero en su género.
Inezita Barroso grabó en 1955 varias canciones tradicionales gaúchas recogidas por Paixão Cortes y Barbosa Lessa en su disco «Danças Gaúchas». Entre ellas Chimarrita-balão, Balaio, Maçanico, Quero-Mana, Tirana do Lenço, Rilo, Xote Sete Voltas, Xote Inglês, Xote Carreirinha y Havaneira Marcada. En 1961 Barroso grabó Tatu, Pezinho, y otros temas rescatados por ellos en su disco «Inezita Barroso Interpreta Danças Gaúchas».
En 1958 realizó varias presentaciones en París: en el teatro Olympia de París, el palco de La Sorbona, el Ayuntamiento de París y el Teatro Alhambra, entre otros lugares. Desde entonces se presentó varias veces en escenarios europeos y americanos. También a partir de ese año y hasta 1967, por invitación de Maurício Sirotsky Sobrinho, condujo el programa «Festança na querência» junto con Dimas Costa en Radio Gaúcha de Porto Alegre. Fue locutor y productor de varios programas radiales muy populares, como «Festa no Galpão» (1953), «Grande Rodeio Coringa» (1955) y «Festa» (1958), dedicados a la difusión de la música y tradiciones gaúchas.
Recibió el premio a la mejor realización folclórica nacional en 1958 y al mejor cantante masculino de folclore de Brasil en 1964.
Interpretó el papel de Pedro Terra en la película Um Certo Capitão Rodrigo (1971) de Anselmo Duarte, basada en O tempo e o vento del escritor gaúcho Érico Veríssimo.
En reconocimiento a su dedicación al estudio de la cultura de Río Grande del Sur, el Ministerio de Cultura de Brasil le entregó en 1999 la Orden del Mérito Cultural. En 2010 fue escogido patrono de la 56.ª Feria del Libro de Porto Alegre.
Estuvo muy vinculado al club de fútbol Internacional de Porto Alegre, institución que lo nombró cónsul cultural en 2009 y en la que su padre y sus tíos fueron futbolistas durante los primeros años de existencia del club.
Falleció en la tarde del 27 de agosto de 2018 a los 92 años de edad por complicaciones posquirúrgicas después de una intervención por fractura de fémur. Su cuerpo fue velado al día siguiente en la sala «Negrinho do Pastoreio» del palacio Piratini.

## Estatua del lazador
La estatua del lazador del escultor Antônio Caringi, para la cual Paixão Cortes posó en 1954, fue declarada símbolo de la ciudad de Porto Alegre mediante ley municipal en 1992.

## Discografía
- s/f - Xote carreirinho / Jacaré
- 1961 - O folclore do pampa
- 1964 - Tradição e folclore do Sul
- 1970 - Paixão Côrtes (sobre el folclore gaúcho)
- 1977 - Do folk aos novos rumos
- 1978 - Paixão Côrtes especial
- 1980 - Hino ao Rio Grande
- 1982 - Cantando e bailando
- 1982 - Cantares e sapateios gaúchos